# دكشهتن (حديبو)

تعديل مصدري - تعديل

دكشهتن إحدى قرى مديرية حديبو التابعة لمحافظة سقطرى، بلغ تعداد سكانها 86 نسمة حسب تعداد اليمن لعام 2004.